# Geister all inclusive
Geister all inclusive ist eine Fernsehfilm-Komödie aus dem Jahr 2011 von Regisseur Axel Sand mit Kai Schumann, Erdoğan Atalay und Annette Frier in den Hauptrollen.

## Handlung
Michael Hagen hat seiner Frau Rebecca versprochen, dass sie nach 10 Jahren endlich ihre Flitterwochen nachholen können, was  aufgrund seiner Arbeit als Hotel-Manager bislang nicht möglich war. Doch sein Chef Brinkmann macht ihm wieder einen Strich durch die Rechnung: Er soll sofort nach Mallorca und dort herausfinden, was im luxuriösen Hotel „El Sol“ schiefläuft. Das ehemalige 5-Sterne-Hotel hat erst vor kurzem einen Stern verloren, Gäste reisen Hals über Kopf ab und die Umsatzzahlen sind im Sinkflug.
Da Hagen den Traumurlaub auf den Malediven bereits gebucht hat, versucht er sich dagegen zu wehren, doch als sein Chef ihm von möglichen Personalkürzungen in der Firma erzählt und seine ehrgeizige Kollegin Julia Sander sich anbietet, seine Stelle zu übernehmen, lenkt er ein. Er traut sich allerdings nicht, seiner Frau die Wahrheit zu erzählen und ihr schon wieder wegen seiner Arbeit abzusagen. Also nimmt er sie zu seinem Arbeitsauftrag nach Mallorca mit, wo er seine Arbeit vor ihr verheimlichen und ihr unbeschwerte Flitterwochen vortäuschen will.
Im Hotel angekommen, findet Hagen den ehemaligen Generalmanager tiefgefroren in einer Kühltruhe vor, der vor kurzem an einem Herzinfarkt verstorben ist. Er erklärt den aus Aragonien stammenden Hotel-Angestellten Ramon Vasquez zu dessen Nachfolger. Als dieser erzählt, dass es im Hotel spukt und seltsame Kreaturen ihr Unwesen treiben, will er es erst nicht glauben, wird dann aber bei einer Begegnung mit einem Geist eines besseren belehrt.
Julia Sander, die fest mit einer Beförderung gerechnet hatte, hat in der Zwischenzeit ein Telefonat zwischen Brinkmann und Hagen abgehört, in der Brinkmann schlecht über sie geredet hat und erklärte, Hagen ihr gegenüber vorzuziehen. Daraufhin macht sie sich auf die Reise nach Mallorca und nimmt sich unerkannt ein Zimmer im Hotel.
Grund für die mysteriösen Vorkommnisse im Hotel ist der Okkultist Van Haal, der dort einst als Magier aufgetreten war, aber ein Tor zur Hölle geöffnet hatte. Ramons Onkel Pepe hatte das alte Hotel vor 50 Jahren niedergebrannt, als er gegen Van Haal kämpfte und diesen durch das Tor in die Hölle verbannte. Pepe erklärt Hagen und Vasquez, dass Van Haal aus der Hölle zurückkommen will und sie ihn in der oberhalb des Hotels gelegenen Festung abfangen sollen. Als sie dort von einer feuerspeienden Kreatur angegriffen werden, können sie diese dank einer von Pepe erhaltenen Flasche mit magischen Katzentränen in ein kleines Hündchen zurückverwandeln.
In der Zwischenzeit hat Julia Sander heimlich Videos von den Verwüstungen im Hotel aufgenommen und zu Brinkmann geschickt. Daraufhin wird Hagen von seinem Chef gefeuert.
Der Hotel-Animateur Toni wurde unterdessen von Van Haals Kräften besessen und zu seinem Helfer gemacht. Er soll ihm eine schwangere Frau und damit eine ungeborene Seele bringen. Da Toni aber keine ungeborene Seele beschaffen konnte, entführt er kurzerhand Rebecca, um sie später zu schwängern. Van Haal ist wütend, da Toni versagt hat und sich das Zeitfenster für ihn schließt. Doch dann beginnt sich Van Haal durch das Höllentor doch auf der Erde zu materialisieren, offenbar war Rebecca bereits von ihrem Mann schwanger. Aber Rebecca gelingt es gerade noch rechtzeitig, ein für den Übergang verwendetes Prisma zu zerstören, über das Van Haal noch verbunden ist. So wird er in die Hölle zurückgeworfen und das Tor schließt sich wieder.

## Hintergrund
- An einer Stelle ist im Film Ghostbusters von Ray Parker Jr. zu hören, das Titellied aus dem Film Ghostbusters – Die Geisterjäger.
- Der von action concept produzierte Film wurde an verschiedenen Orten in Spanien, in Köln und in der Balver Höhle gedreht.[1]
- Die Erstausstrahlung im deutschen Fernsehen fand am 19. Mai 2011 auf RTL statt.

## Kritiken
„Auf Turbulenz setzende (Fernseh-)Geisterkomödie mit Slapstick-Einlagen; die Geister-Erscheinungen wurden mit 3D-Technik animiert.“

„Natürlich tragen alle Beteiligten richtig dick auf. Wenn sich die Geisterjäger mit Weihwasser, Knoblauch, angespitzten Pfählen und Silberkugel auf die Geisterjagd machen, ist das fast schon die Persiflage einer Gruselfilmparodie; Slapstick gibt es ohnehin bis zum Abwinken. Aber Spaß macht dieser von Hermann Joha produzierte Film trotzdem.“

„Die Gags sind schal und wiederholen sich oft. Die serienerfahrenen Darsteller kämpfen mit den eher putzigen denn gruseligen Geistern, die allerdings perfekt animiert sind. Sie sind die heimlichen Stars des Films, der ansonsten völlig überdreht und der blühende Blödsinn ist.“

„Wenn die Witze exakt im richtigen Moment und voller Hingabe abgeliefert werden, dann kann der Plot vollkommen bescheuert sein – lachen muss man bei der RTL-Komödie „Geister all inclusive“ trotzdem immer wieder. […] Es steckt schon eine Menge Können in dieser Produktion und nicht zuletzt in der Animation der Geister. Für einen Fernsehfilm ist ein solcher Aufwand nicht gerade selbstverständlich.“